# Karel Sabina

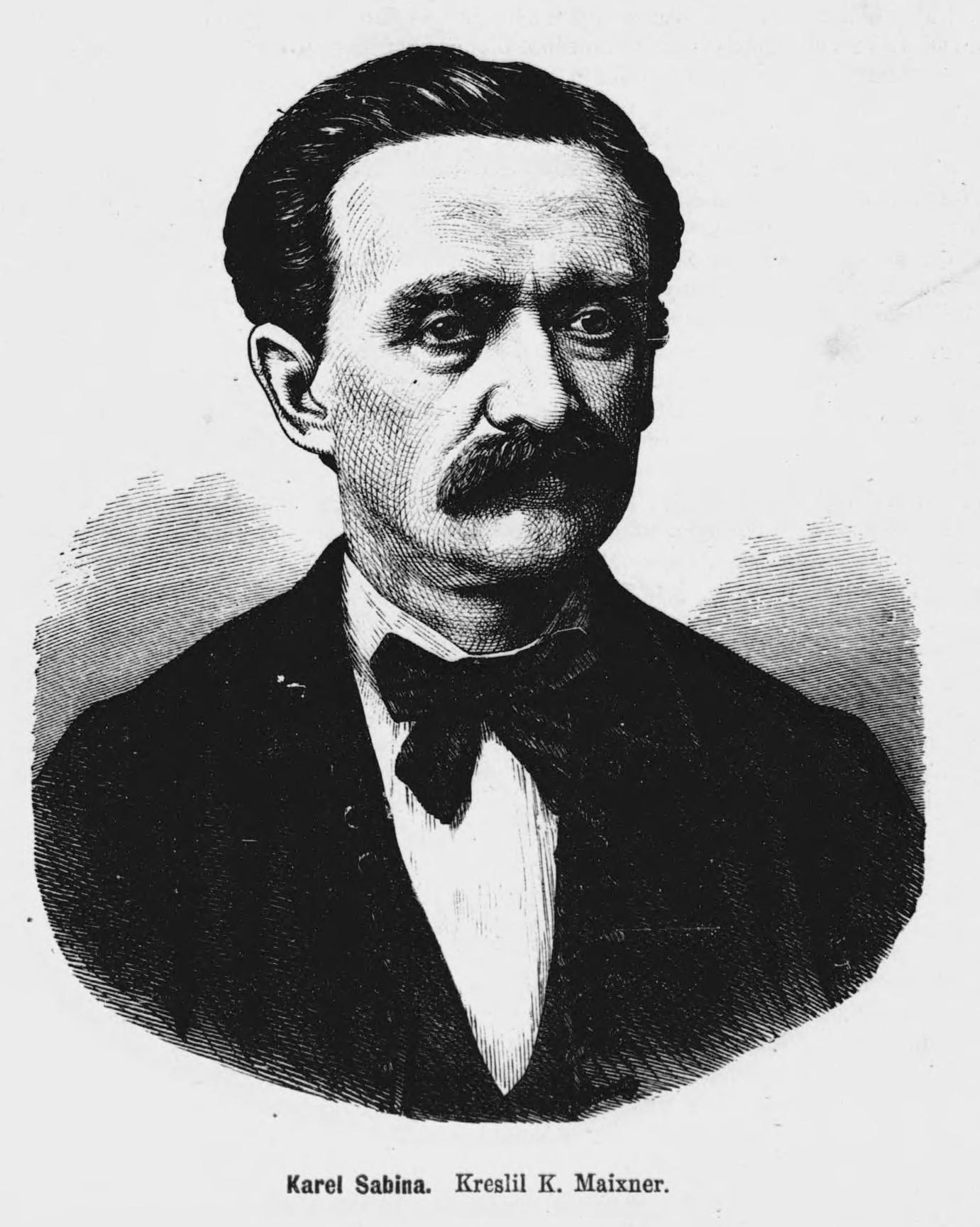
Karel Sabina (1871)

Karel Sabina [ˈsabɪna] (* 29. Dezember 1813 in Prag; † 7. November 1877 ebenda, damals in der Monarchie Österreich-Ungarn) war ein tschechischer, radikaldemokratischer Journalist unter den Pseudonymen Karel Sabinsky, Arian Zelinsky und Leo Blaß; ein Politiker und Schriftsteller, als dessen besondere literarische Leistung das Libretto zu Bedřich Smetanas 1866 uraufgeführter Oper Die verkaufte Braut gilt.

## Leben und Werk
Karl Sabina wuchs als außerehelicher Sohn einer Hausmeisterin und Bedienerin in der Prager Karlsgasse auf und war Absolvent des Gymnasiums in der Prager Altstadt. Zu seinem leiblichen Vater ist nichts Gesichertes bekannt. Die Informationen zu Details seines Lebens entstammen größtenteils einer nach dem Hörensagen geschriebenen Lebensbeschreibung von Max Brod. Danach soll ihn sein Stiefvater, ein Maurer, öfter verprügelt haben. Sabina studierte an den Universitäten Prag und Wien einige Semester Philosophie und Rechtswissenschaft und war, um seinen Lebenserwerb zu sichern, ohne große Begeisterung Erzieher in verschiedenen bürgerlichen Häusern. In dieser Zeit war er mit Karel Hynek Mácha, dem Verfasser der Verserzählung Máj, befreundet, der 1836 verstarb. 1845 veröffentlichte Sabina eine Studie über ihn, die von Jakub Arbes für das Bedeutendste gehalten wird, das Sabina neben seiner Novelle Der Totengräber, vor 1848 geschaffen hat.
Sein Aufenthalt in Wien endete 1839, nachdem er in der Zeitschrift Adler liberale Artikel veröffentlicht hatte, mit seiner Ausweisung aus der Stadt. Danach versuchte er in Prag mit schriftstellerischen Arbeiten einen Lebensunterhalt zu finden. Dieser Broterwerb wurde ihm durch Zensurmaßnahmen, Hausdurchsuchungen und polizeiliche Verhöre durch Behörden der Monarchie Österreich-Ungarn erschwert. Der Wunsch, dieser Überwachung zu entkommen und etwas finanzielle Sicherheit zu gewinnen, führte ihn später zu einer Verbindung mit diesen Institutionen.

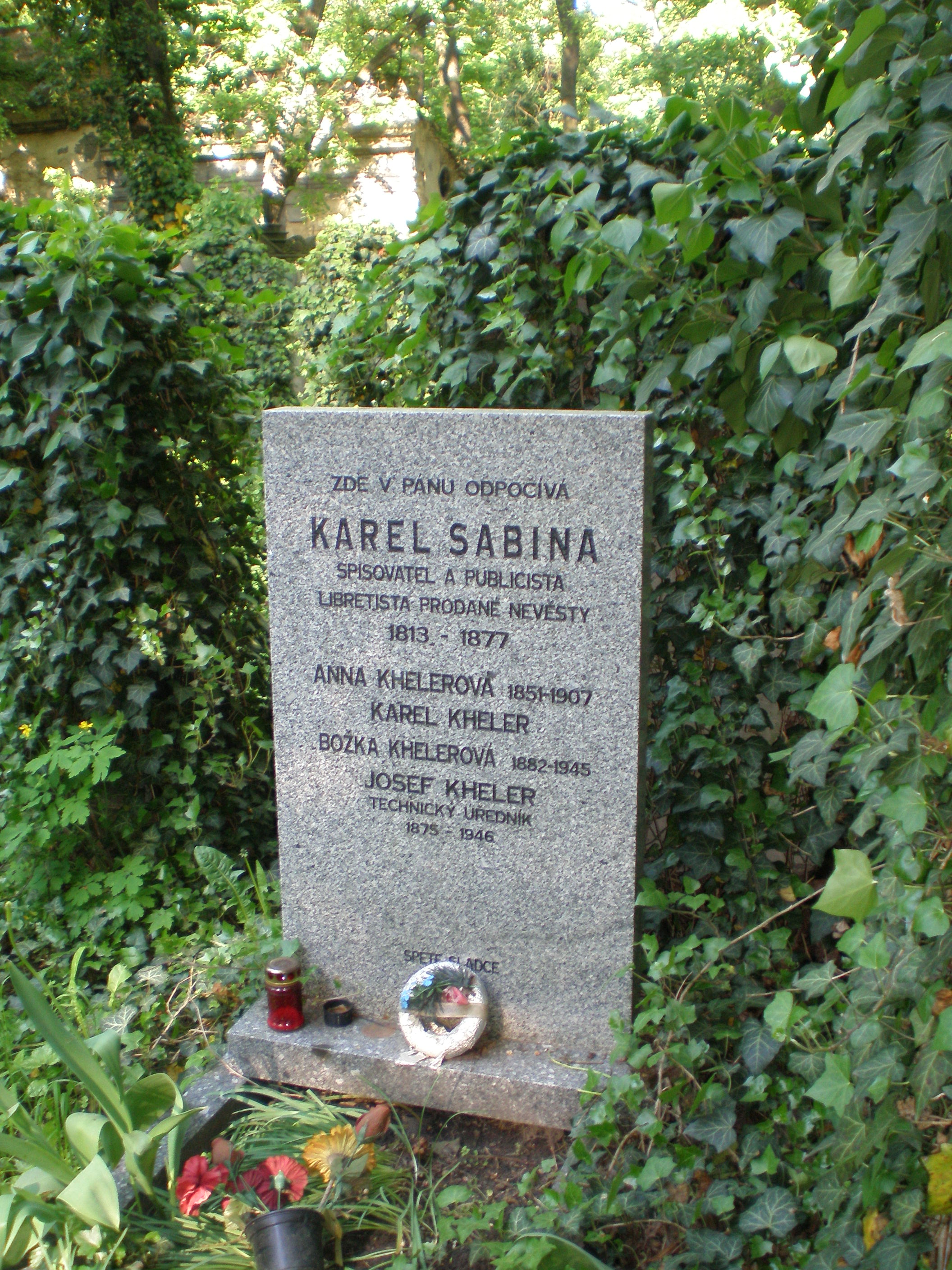
Sabinas Grab in Prag

Von 1848 an galt Sabina als eine der führenden Persönlichkeiten der tschechischen radikalen Demokraten, war Mitglied des Geheimbundes Repeal, dem auch Emanuel Arnold, Vilém Gauč, František Havlíček, Ludvík Ruppert und Vincenz Vávra-Haštalský angehörten, und der Schriftstellervereinigung Májovci. Sabina war ein begabter und beliebter Volksredner und für kurze Zeit Abgeordneter des böhmischen Landtages. 1849 wurde er wegen der Teilnahme am Prager Pfingstaufstand verhaftet. Sabina hatte mit anderen Revolutionären mit dem in Prag weilenden russischen Anarchisten Michail Alexandrowitsch Bakunin Verhandlungen geführt, wurde er im März 1853 zunächst zum Tode, dann zu 18 Jahren Zuchthaus verurteilt. Ein Schicksal, dass auch deutschstämmige Revolutionäre wie Wenzel Karl Ernst ereilte. Andere Teilnehmer wie Karel Havlíček Borovský waren hingegen nur wenige Tage in Haft. 
Im Mai 1857 wurde Sabina begnadigt und kehrte vom Gefängnis in Olmütz nach Prag zurück und arbeitete wieder als Schriftsteller. Vorübergehend war er auch Dramaturg am Tschechischen Interimstheater. Vor der Grundsteinlegung für das neue Prager Nationaltheater hielt er am 10. Mai 1868 in einer feierlichen Veranstaltung vor 20.000 Menschen am Berg Rip bei Raudnitz eine flammende Rede.

## Sabinas „Verrat“
Im Sommer 1872 veröffentlichten verschiedene Prager Blätter, dass Karel Sabina seit gut 10 Jahren eine geheime Tätigkeit für die Polizei ausgeübt haben soll. Ein selbstermächtigtes Femegericht verwies ihn daraufhin des Landes, was aus unbekannten Gründen scheiterte. Er lebte danach mittellos, verfolgt und verkleidet in Prag als Schriftsteller am Rande des Hungertodes. Sabina soll seine Zuarbeit zu den kaiserlichen Behörden nicht geleugnet, aber verharmlost haben. Er fühlte sich zu Unrecht angeklagt und strengte ein Verfahren gegen seine Verleumder an, das 1873 niedergeschlagen wurde.
Sein Sohn Alois und seine Tochter Euphrosyne Sininka, die in Orenburg am Ural verheiratet war und zu deren Mutter kaum etwas bekannt ist, sollen von ihm abgerückt sein. Soweit Karel Sabina noch veröffentlichen konnte, tat er es unter Pseudonymen, verwendete auch manchmal die deutsche Sprache. Im November 1877 starb er mit 64 Jahren vermutlich an Entkräftung.
Nach seinem Biographen Max Brod sind über Karel Sabina von 1872 und nach seinem Tod im Jahr 1877 bis 1918 fast ein halbes Jahrhundert lang fast nur Lügen und gehässiger Rufmord in tschechischen Medien verbreitet worden. Im Jahr des Zusammenbruchs der Habsburgermonarchie 1918 konnten die in Prag und Wien unter Verschluss gehaltenen Polizeiakten eingesehen werden. Zu den Ausnahmen habe ein Essay des Zeit- und Kampfgenossen Jakub Arbes, verantwortlicher Redakteur der einflussreichen Tageszeitung Národní listy gezählt. Auf diese Arbeit stützt sich Max Brod. Danach speiste der verfemte „Spitzel“ Karel Sabina den Polizeirat Javůrek ausschließlich mit allgemein gehaltenen, nichtssagenden Berichten ab, dass man glauben könnte, Sabina habe „die hochlöbliche Polizei nur zum besten gehabt“. Sie finanzierte damit einem Staatsfeind der Monarchie sein Leben. Dieses Material sei jedenfalls völlig ungeeignet gewesen, Kampfgefährten zu denunzieren und damit auszuliefern. „Überall wußte Sabina Bescheid und nichts verriet er der Polizei.“ Das habe auch der Májovci-Aktivist Josef Václav Frič in seinen Erinnerungen betont. Wenn Frič den Romantiker Sabina zudem in die Nähe des sympathischen „Lügenbarons“ Münchhausen rückt, erhärtet sich Brods Verdacht, Sabinas Doppelspiel sei nicht nur seiner Geldnot geschuldet gewesen. Das Leichtsinnige und Komödiantische wird von verschiedenen Zeitzeugen als ein Charakterzug Sabinas beschrieben. Schließlich mochte sogar ein sehr zwiespältiges Verhältnis zu jenem Polizeirat mitgespielt haben, den Sabina bereits aus der Schulzeit gekannt hatte.
Max Brod entwickelte die zunächst verblüffende, im Grunde aber naheliegende Theorie, Sabinas „Verrat“ sei in dessen berühmtem Libretto für die Verkaufte Braut bereits vorgezeichnet und gerechtfertigt worden. „Jeník verkauft seine Braut, aber er liefert sie nicht.“ Sogar Sabinas ständige Geldnot findet sich schon dort. Zum einen trachtet Jeník mit seiner Finte seinen Brauteltern aus den Schulden zu verhelfen; zum anderen musste sich Sabina damals für ein Opernlibretto, das ein beachtlicher finanzieller Erfolg wurde, mit 20 Gulden von Smetana abspeisen lassen, der damals selbst mittellos war.
Mit Ausnahme dieses Librettos liegen von Karel Sabina keine Schriften in deutscher Übersetzung vor.

## Werke
Erzählende Prosa
- Hrobník (Der Totengräber), 1844
- Obrazy ze 14. a 15. věku, 1844
- Povídky, pověsti, obrazy a novely, Sammlung von Erzählungen, 2 Bände, 1845
- Vesničané (Dorfleute), 1847
- Tábor jiskry časové (Tabor, Zeitfunken), 1849
- Blouznění (Schwärmerei), 1857
- Hedvika (Hedwig), 1858
- Jen tři léta (Nur drei Jahre), 1860
- Věčný ženich (Der ewige Bräutigam), 1863
- Na poušti, 1863
- Oživené hroby (Wiederbelebte Gräber), Tagebuch aus dem Gefängnis, 1870
- Morana čili Svět a jeho nicoty, 1874

Essays
- Úvod povahopisný, eine Studie über Karel Hynek Mácha, 1845
- Duchovní komunismus (Geistiger Kommunismus), 1861, ein Buch über die Notwendigkeit umfassender Volksbildung
- Geschichte der tschechoslowakischen Literatur der alten und mittleren Zeit (auf Tschechisch), 1866
- Chronik des preußisch-italienisch-österreichischen Krieges (auf Tschechisch), 1868
- Vertheidigung gegen Lügner und Verläumder, 1872
- Das Theater und Drama in Böhmen bis zum Anfange des 19. Jahrhunderts, 1877
- Die Sturmvögel der Revolution in Österreich vor dem März 1848, 1879

Posthum wurden auch Briefe, Erinnerungen, Kritiken u. ä. herausgegeben, siehe ÖLB
Lyrik
- Básně, 1841

Dramen
- Černá růže
- Inzerát, 1866
- Maloměstské klepny
- Šašek Jiřího z Poděbrad

Libretti
- Braniboři v Čechách, vertont von Bedřich Smetana
- Prodaná nevěsta, vertont von Bedřich Smetana
- Starý ženich, vertont von Karel Bendl
- Studna (V studni), vertont von Vilém Blodek